# Vojsko, Kozje
Vojsko este o localitate din comuna Kozje, Slovenia, cu o populație de 94 de locuitori.